# Sucesso FM (Patos)
Sucesso FM (Patos) é uma emissora de rádio brasileira do município de Patos, estado da Paraíba, pertencente ao Sistema Arapuan de Comunicação.

## História
Segunda emissora inaugurada na cidade, em 5 de fevereiro de 1980 no AM 750 kHz, por iniciativa do deputado Ernani Sátyro e seu sobrinho Múcio Satyro, sendo que a concessão datava de 6 de agosto de 1976. Operando em 1 KW, passou a funcionar em sede própria, na avenida Epitácio Pessoa, 242, Centro. A solenidade de inauguração contou com a presença de várias autoridades, a exemplo do governador Tarcísio Burity, e foi marcada por uma apresentação, em praça pública, do Rei do Baião - Luiz Gonzaga. Tempos depois, o grupo adquiriu uma concessão em FM e a Rádio Panati também começou a ser retransmitida em FM 93.9 MHz.
Em 2014, a emissora pediu a migração AM-FM, nesse mesmo ano, a mesma alegava crise financeira e alguns programas saíram da programação. Em março de 2015, a emissora demitiu todos os funcionários e tirou os últimos programas do ar e foi arrendada para Rede Fé, uma rede de rádios gospel, gerado de Campina Grande. 
Ainda em 2015, João Gregório, dono do Sistema Arapuan, tinha interesse em adquirir a emissora e a compra foi efetuada em agosto, João afirmou que a emissora não mudaria o nome da mesma e que terá a programação jornalística local.
A emissora tinha uma potência de 1KW na antena na frequência AM, enquanto na FM operava com 3 KW, o que proporcionava que sua área de abrangência alcance, durante o dia, um raio de 200 km da região circunvizinha a Patos (PB), atingindo, assim, parte dos estados do Rio Grande do Norte, Paraíba e Pernambuco. 
A migração foi efetuada em junho de 2018 para a frequência FM 99.7 MHz, enquanto a FM 93.9 MHz passou a ser a Arapuan FM. Atualmente a Panati FM não possui uma programação local fixa, sendo somente á exibição de músicas e a retransmissão de programas da Arapuan FM de João Pessoa e de Campina Grande.
Em 12 de março de 2020 a emissora deixar de se chamar Rádio Panati depois de 40 anos com o nome Panati para Sucesso FM Patos passando a ser afiliada da Sucesso FM de João Pessoa que também pertence ao Sistema Arapuan de Comunicação.